# غوردون وايلز
غوردون وايلز (بالإنجليزية: Gordon Wiles)‏ هو مصمم الإنتاج ومخرج أمريكي، ولد في 1902 في سانت لويس في الولايات المتحدة، وتوفي في 17 أكتوبر 1950 في لوس أنجلوس في الولايات المتحدة.

## وصلات خارجية
- غوردون وايلز على موقع IMDb (الإنجليزية)
- غوردون وايلز على موقع ألو سيني (الفرنسية)
- غوردون وايلز على موقع أول موفي (الإنجليزية)
- غوردون وايلز على موقع قاعدة بيانات الأفلام السويدية (السويدية)
- غوردون وايلز على موقع قاعدة بيانات الفيلم (الإنجليزية)
- غوردون وايلز على موقع كينوبويسك (الروسية)
- غوردون وايلز على موقع كينوبويسك (الروسية)